# Astragalus oxyglottis
Astragalus oxyglottis es una especie de planta herbácea perteneciente a la familia de las leguminosas. Es originaria de Eurasia.

## Descripción
Hierba anual, ramificada en la base; indumento seríceo, de pelos basifijosde 0,1-0,3 mm. Tallos 2-25 cm, ascendentes o erectos, densamente seríceo, de pelos blancos y a veces también negros, glabrescentes cuando adultos. Hojas 2-9 cm, pecioladas, imparipinnadas, con 4-6(8) pares de folíolos; estípulas 2-4mm, pelosas, verdosas, cortamente soldadas al pecíolo, libres entre sí; pecíolo 1-2,5 cm, parecido al raquis, esparcidamente peloso; folíolos 3-10 x 1,5-5 mm,cuneado-elípticos, emarginados, glabros o con pelos esparcidos en el haz, densamente pelosos por el envés. Inflorescencias en racimos, éstos sentados o pedunculados, con 4-8 flores que forman una cabezuela densa, a veces con 1-2 verticilos con 2-4 flores en las axilas de las hojas; pedúnculos 0-4 cm; brácteasmuy pequeñas. Cáliz 2-2,5 mm, campanulado, con pelos blancos y a veces tambiénnegros; dientes 0,4-0,5 mm, iguales. Corola blanquecina o violeta, con lospétalos desiguales en longitud, con uña corta; estandarte 5-6 mm, agudo; alas 4-5 mm; quilla 3-4 mm. Fruto 7-15 x 2,5-3,5 mm, sentado, subcilíndrico, con 3 quillas, 1 en el vientre y 2 en las caras, pardo-negruzco cuando maduro, glabro peloso. Semillas 1,5-2 x 1,5-2 mm, lisas, amarillas.

## Distribución
Es un arbusto perennifolio que se encuentra en Asia en Afganistán, Armenia, Azerbaiyán, China, Irán, Irak, Kazajistán, Kirguizistán, Pakistán, Tayikistán, Turkmenistán, Uzbekistán y en Europa en la Rusia europea, España y Ucrania.

## Taxonomía
Astragalus oxyglottis fue descrita por  Friedrich August Marschall von Bieberstein y publicado en Flora Taurico-Caucasica 2: 192. 1808.
Etimología
Astragalus: nombre genérico derivado del griego clásico άστράγαλος y luego del Latín astrăgălus aplicado ya en la antigüedad, entre otras cosas, a algunas plantas de la familia Fabaceae, debido a la forma cúbica de sus semillas parecidas a un hueso del pie.
oxyglottis: epíteto latíno que significa  
Sinonimia
- Astragalus abbasriazi Parsa
- Astragalus oxyglottis var. psiloglottis (DC.) Bunge
- Astragalus psiloglottis DC.
- Tragacantha oxyglottis (M.Bieb.) Kuntze[5]